# Península Mitre
Se conoce como península Mitre al territorio ubicado en el sureste de la isla Grande de Tierra del Fuego, perteneciente al Departamento Ushuaia de la Provincia de Tierra del Fuego, Antártida e Islas del Atlántico Sur, Argentina. Posee características naturales y culturales importantes para la zona: colonias de aves y mamíferos marinos, extensos turbales, humedales, rasgos paleontológicos  de valor, testimonios de la presencia aborigen y de las primeras exploraciones al archipiélago Fueguino.

## Ubicación y límites geográficos
El territorio de la península Mitre ocupa gran parte del extremo sudoriental de la isla Grande de Tierra del Fuego. Debido a que este territorio no está separado del resto de la isla Grande de Tierra del Fuego por un istmo, no es estrictamente una península y su límite occidental no puede ser definido con exactitud. Sin embargo, parece ser claro en el primer mapa donde se la ilustra y de aceptación generalizada que su límite sudoccidental está dado por el río Lucio López. El límite norte-noreste, más difuso, podría estar dado por el cambio de rumbo en la costa atlántica fueguina a la altura del río Leticia. En todo caso, a los efectos de su definición como Área Protegida, se propuso la siguiente delimitación territorial: 

"Límite sudoccidental: dado por el límite occidental de la cuenca del río López, la cual quedaría de este modo, completamente incluida en el área protegida. Límite noroccidental: dado por el límite occidental de la cuenca del río Noguera, la cual quedaría de este modo, completamente incluida en el área protegida.".

 Su extremo oriental es el cabo San Diego, 29 km al noroeste de la isla de los Estados, de la cual está separada por el estrecho de Le Maire. Limita al sur con el mar de la Zona Austral, y al norte con el mar Argentino. La superficie así delimitada alcanza los 3.202 km².

## Vías de acceso
El acceso terrestre a la península Mitre se realiza mediante dos vías principales: por el norte se accede desde la ruta provincial 21 (ex complementaria "A"), que culmina en la Estancia María Luisa. Desde allí existe un sendero que bordea la costa Atlántica hasta la Estancia Policarpo, transitable solo por vehículos tipo ATV o a caballo. La senda continúa con mayor dificultad aún hasta la bahía Thetis. Numerosos vados son practicables solo con baja marea, reclamando un mínimo de dos a tres bajantes para llegar a la Estancia Policarpo con vehículos motorizados; tiempo que se prolonga en caso de ir a caballo o a pie.
El acceso sur se da por la ruta provincial 30 hasta el río Moat, bordeando el canal Beagle. La senda a partir de allí es transitable a caballo, con la dificultad del vado del río Lucio López. 
Ambas sendas pueden conectarse si se transita a pie, permitiendo completar el circuito costero.
El acceso marítimo a la península Mitre es frecuente en naves de tránsito esporádico, que suelen recalar en la caleta Falsa (Estancia Policarpo), en la bahía Thetis y en la bahía Buen Suceso. A esta última se dirigen, cada 40 días, las naves de la Base Naval Ushuaia durante tareas de cambio de dotación de la Estación Naval Buen Suceso.

## Relieve e hidrografía

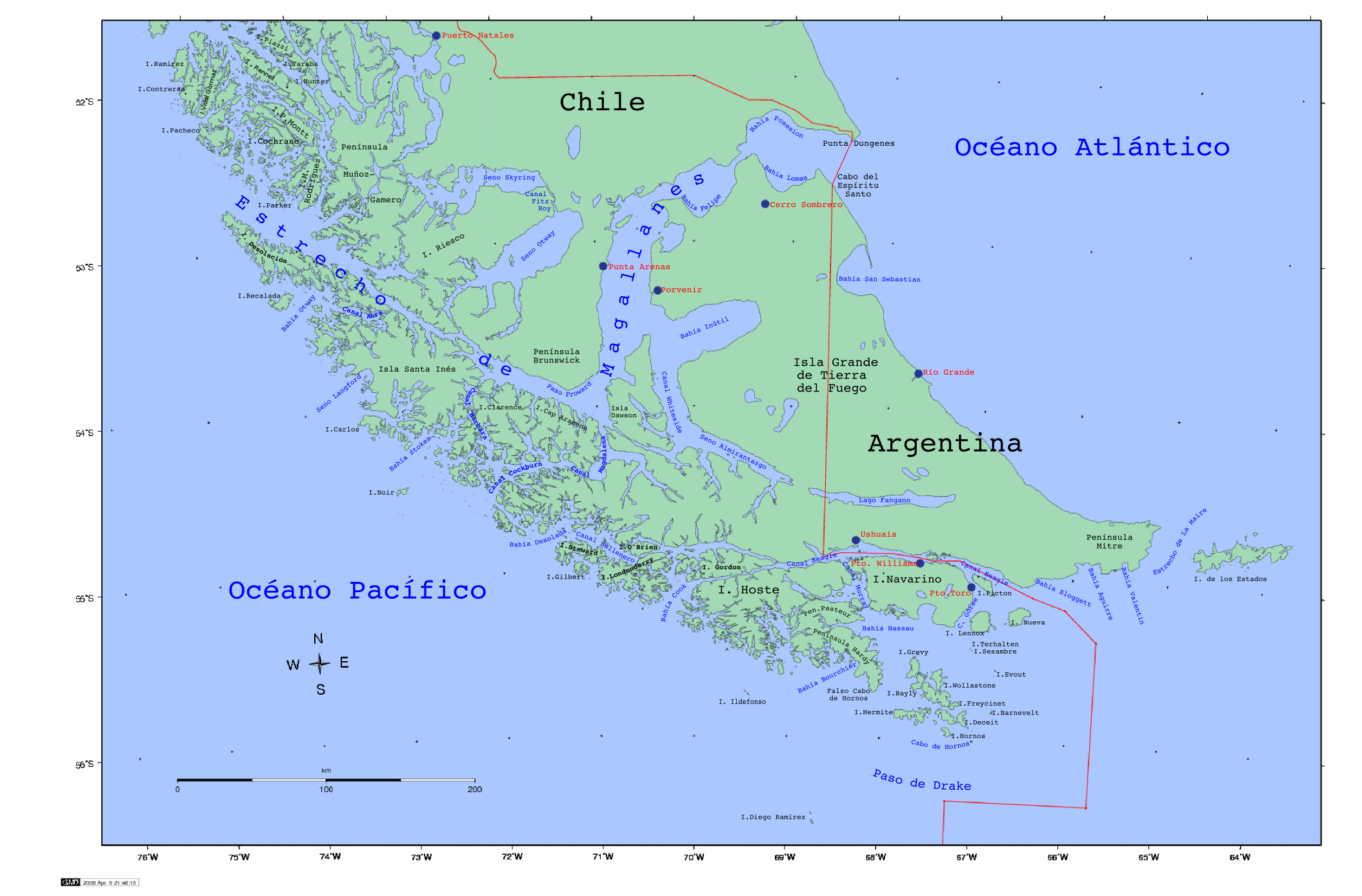
La península Mitre en el extremo este de Tierra del Fuego.

El territorio de la península Mitre abarca la terminación oriental de los Andes fueguinos. Esto le da un carácter montañoso a su porción septentrional, mientras que hacia el norte se destacan serranías bajas separadas por valles amplios, lagunas y turbales que rematan en la costa Atlántica. Entre las serranías más importantes se pueden enumerar los montes Lucio López, los montes Negros, la sierra Noguera, la sierra Irigoyen, y la sierra de Malengüena. El pico más alto es el monte Pirámide, que conforma un macizo rocoso junto con los montes Campana y Atocha, superando los 700 m de altura.
En el sur de la península se encuentran las cuevas más australes del mundo, a unos 55° de latitud.
Entre los ríos más caudalosos se encuentran el río Lucio López, el río Irigoyen y el río Policarpo; las lagunas de mayor extensión areal son la laguna Río Bueno y la laguna Luz. En el entorno de estas dos últimas lagunas se extienden grandes turbales junto con pequeñas lagunas y cursos de agua menores. Estos turbales son los principales reguladores del balance hidrológico de las cuencas de los ríos Noguera, Leticia, Bueno y Policarpo. Las desembocaduras de los ríos de la vertiente norte comprenden estuarios con una dinámica costera importante, lo que suele verificarse por la formación de barras gravosas que pueden obstruir completamente la desembocadura. En la vertiente sur y oriental, en cambio, el mayor relieve condiciona la formación de cursos montañosos, de mayor pendiente, que desembocan en antiguos fiordos (bahías Buen Suceso, Valentín, Aguirre), con escasa dinámica costera.

En el extremo sudeste se ubica la pequeña estribación andina llamada Montes Negros e inmediatamente bajo estos, dando al estrecho de Le Maire los accidentes como el cabo Buen Suceso y la bahía Buen Suceso entre los cuales se ubica el Faro Buen Suceso.

## Historia

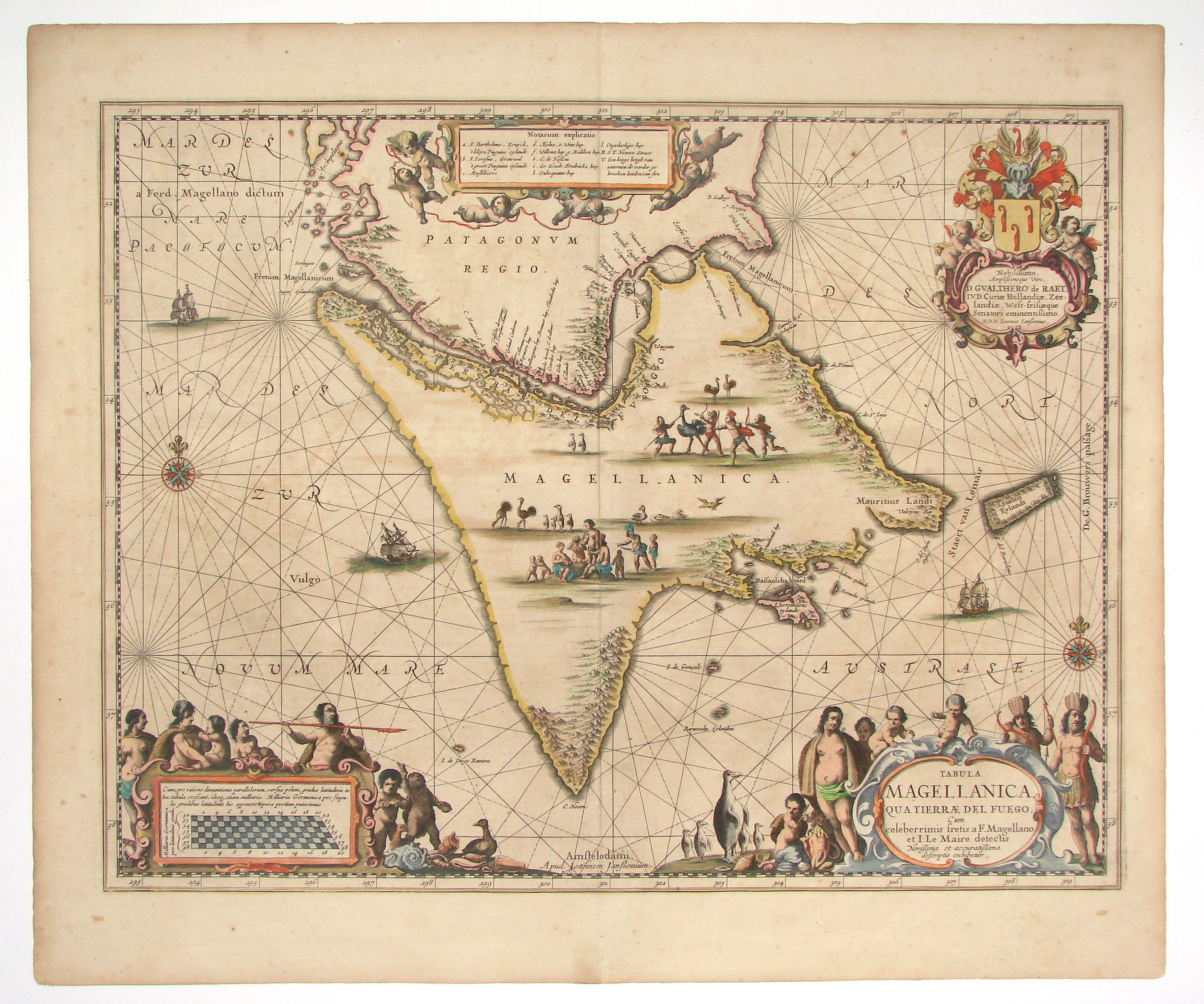
Mauritius Landt o Tierra de Mauricio representada en un mapa neerlandés de 1657.

Antiguamente la zona estaba habitada por los pueblos originarios Haush y Selknam.
El nombre actual «península Mitre» fue impuesto en 1891 por el explorador rumano Julio Popper en honor al entonces expresidente de la República Argentina don Bartolomé Mitre. Sin embargo, numerosas expediciones previas realizadas por potencias marítimas europeas desde el siglo XVII reconocieron en sus mapas a dicha porción del territorio fueguino, a quienes los navegantes neerlandeses Jacob Le Maire y Willem Schouten denominaron Mauritius Landt o Tierra de Mauricio.

## Asentamientos
Los únicos establecimientos actuales son: 
- Estancia Policarpo, cuyo casco histórico fue instalado en el año 1903 por el señor Francisco  Bilbao,[11] de Río Grande en la costa norte de la península Mitre sobre la caleta Falsa. Actualmente las instalaciones de la estancia se limitan a dos puestos, el del río Bueno, ocupado ocasionalmente; y el puesto La Chaira, a una decena de kilómetros al sur del río Irigoyen, ocupado por uno o dos empleados de forma permanente.
- Estancia Bahía Aguirre, en la costa suroeste, junto a la localidad despoblada de Puerto Español.
- Estancia Bahía Sloggett, en la costa suroeste.
- Estancia Puerto Rancho, cerca del punto extremo sur de la isla, el Cabo San Pío.
- Estación Naval Buen Suceso, ubicada en la bahía del mismo nombre, con una dotación permanente de 5 efectivos de la Armada Argentina, y dependiente de la Base Naval Ushuaia.[12]

Existen además algunos establecimientos históricos, algunos de ellos abandonados y solo frecuentados esporádicamente por caminantes:
- Subprefectura Bahía Thetis: fundada en 1889 y activa hasta 1895.
- Factoría lobera Bahía Thetis: activa entre 1946 y 1952, actualmente permanecen algunas de las casas en estado de abandono, y solo una de ellas se mantiene en buen estado de conservación por quienes frecuentan el lugar. En este refugio se conservan cuadernos de firmas históricos, que datan de la década del '60.
- Puesto Tres Amigos: Antiguo puesto de la Estancia Policarpo, en estado de abandono.
- Puesto Leticia: Antiguo puesto de la Estancia Policarpo, abandonado y muy deteriorado en la actualidad.
- Puesto del Museo del Fin del Mundo "Luis P. Fique", en la bahía Buen Suceso: sirvió de apoyo a grupos de investigación del Museo y otras instituciones, actualmente está abandonado y en progresivo deterioro.

Hay un faro en el cabo San Diego establecido en 1934, otro en cabo San Pío establecido en 1919, y un tercero en el morro Sur de la bahía Buen Suceso del mismo año. Todos están fuera de servicio y en vías de deterioro.

## Área natural protegida
En 1989, Oscar Zanola - director del Museo del Fin del Mundo - planteó al Gobierno los fundamentos para crear una Reserva Natural y Cultural en el área comprendida entre las nacientes del río Irigoyen, al norte, y las del río Lucio López, al sur, incluyendo los islotes adyacentes y las aguas jurisdiccionales correspondientes.
La provincia la ha declarado área de circulación restringida para ayudar a su preservación.
Existe un proyecto del año 2002 elaborado por la Secretaría de Planeamiento y Desarrollo de la Provincia de Tierra del Fuego para declarar a la península Mitre "área protegida" bajo la categoría de "Parque Natural Provincial", que aún no ha tenido tratamiento favorable en la Legislatura de la Provincia.
Fue identificada como AICA, «área importante para la conservación de las aves», por BirdLife International, en las categorías A1, A2, A3 y A4,  considerando un sector que cubre 790 233 ha, de las cuales 470 000 corresponden a superficie marina.